# Bogotol
Bogotol ( ruso : Богото́л ) es una ciudad en el Krai de Krasnoyarsk, Rusia, ubicada a 6 kilómetros del río Chulym y a 252 kilómetros al oeste de Krasnoyarsk, el centro administrativo del krai .

## Historia
La formación y el desarrollo de Bogotol se asocia en gran medida con el tracto Moscú-Siberia tirado por caballos, así como con el ferrocarril siberiano. El viejo Bogotol era una gran aldea tributaria, que menciona en sus notas de viaje Radishchev en 1791. La ubicación propicia permitió que el pueblo se convirtiera en un importante centro comercial del distrito, y durante la construcción del ferrocarril en la década de 1890, se estableció una estación de ferrocarril en Bogotol.

## Día de la ciudad
El día de la ciudad se celebra el 12 de junio. El primero se celebró el 6 de agosto de 1893.
- Datos: Q105253
- Multimedia: Bogotol / Q105253